# Manifesto (Deadlock)
Manifesto è il quarto album della band tedesca melodic death metal Deadlock. Il disco è stato pubblicato nel 2008 da parte della Lifeforce Records. La formazione è la stessa dei due precedenti album. Sono state prodotte tre diverse edizioni di Manifesto: oltre alla versione regolare esistono una versione in digipak e una ad edizione limitata (1000 copie) con due bonus track e altri contenuti extra. Il brano The Brave / Agony Applause è stato pubblicato come singolo e di esso è stato prodotto un video diretto da Philipp Hirsch e Heiko Tippelt.

## Tracce
1. The Moribund Choir vs. The Trumpets of Armageddon - 01.10
2. Martyr to Science - 05.13
3. Slaughter's Palace - 04.22
4. The Brave / Agony Applause - 04.03
5. Deathrace - 06.46
6. Fire at Will - 04.53
7. Seal Slayer - 05.39
8. Manifesto - 02.24
9. Dying Breed - 05.38
10. Altruism - 03.24
11. Temple of Love (The Sisters of Mercy cover) - 03.07

## Digipack
12. The Brave / Agony Applause (Acoustic Live version) [Bonus track]

## Edizione limitata
12. The Brave / Agony Applause (Acoustic Live version) [Bonus track]
13. Martyr to Spam (Planetakis vs. Deadlock DJ Morgoth Remixxx) [Bonus track]